# La Luna, Veracruz
La Luna är en ort i Mexiko.   Den ligger i kommunen Espinal och delstaten Veracruz, i den sydöstra delen av landet, 190 km öster om huvudstaden Mexico City. La Luna ligger 100 meter över havet och antalet invånare är 278.
Terrängen runt La Luna är platt åt nordost, men åt sydväst är den kuperad. Runt La Luna är det ganska tätbefolkat, med 72 invånare per kvadratkilometer. Närmaste större samhälle är Coyutla, 19,3 km väster om La Luna. Omgivningarna runt La Luna är en mosaik av jordbruksmark och naturlig växtlighet.